# Lista craterelor de impact din America de Sud
Această listă de cratere de impact din America de Sud, include toate craterele de impact confirmate astfel cum sunt enumerate în Earth Impact Database. Aceste cratere au fost cauzate de coliziunile meteoriților mari sau cometelor cu Pământul. Pentru craterele erodate sau îngropate, diametrul declarat de obicei se referă la o estimare a diametrului jantei originale, și poate să nu corespundă cu caracteristicile aflate azi la suprafață. 
| Nume              | Locație   | Diametru                             | Vârstă (ani)           | Coordonate                          |
| ----------------- | --------- | ------------------------------------ | ---------------------- | ----------------------------------- |
| Araguainha        | Brazilia  | 40 km                                | 244,40 ± 3,25 milioane | 16°47′S 52°59′V / 16.783°S 52.983°V |
| Campo del Cielo   | Argentina | 0,05 km                              | < 4.000                | 27°38′S 61°42′V / 27.633°S 61.700°V |
| Monturaqui        | Chile     | 0,46 km                              | < 1 milion             | 23°56′S 68°16′V / 23.933°S 68.267°V |
| Riachão Ring      | Brazilia  | 4,5 km                               | < 200 milioane         | 7°43′S 46°39′V / 7.717°S 46.650°V   |
| Rio Cuarto        | Argentina | 4,5 km (Cel mai mare dintre cele 10) | < 100.000              | 32°53′S 64°14′V / 32.883°S 64.233°V |
| Serra da Cangalha | Brazilia  | 12 km                                | < 300 milioane         | 8°5′S 46°52′V / 8.083°S 46.867°V    |
| Vargeão Dome      | Brazilia  | 12 km                                | < 70 milioane          | 26°50′S 52°7′V / 26.833°S 52.117°V  |
| Vista Alegre      | Brazilia  | 9,5 km                               | < 65 milioane          | 25°57′S 52°41′V / 25.950°S 52.683°V |

## Cratere de impact neconfirmate
Craterele următoarele sunt considerate oficial „neconfirmate”, deoarece acestea nu sunt listate în Earth Impact Database. Din cauza unor cerințe stricte cu privire la probe, craterele nou-descoperite sau cele pentru care este dificil să se colecteze probe sunt, în general cunoscute cu ceva timp înainte de a deveni listate.
| Nume              | Locație            | Diametru | Vârstă (ani) | Coordonate                          |
| ----------------- | ------------------ | -------- | ------------ | ----------------------------------- |
| Iturralde         | Bolivia            | 8 km     | 11–30 mii    | 12°35′S 67°40′V / 12.583°S 67.667°V |
| El Sauce          | Neuquen, Argentina | 20 km    | ?            | 39°06′S 69°57′V / 39.100°S 69.950°V |
| Structura Vichada | Columbia           | 50 km    | 30 milioane  | 4°30′N 69°15′V / 4.500°N 69.250°V   |